# Ramzi Yousef

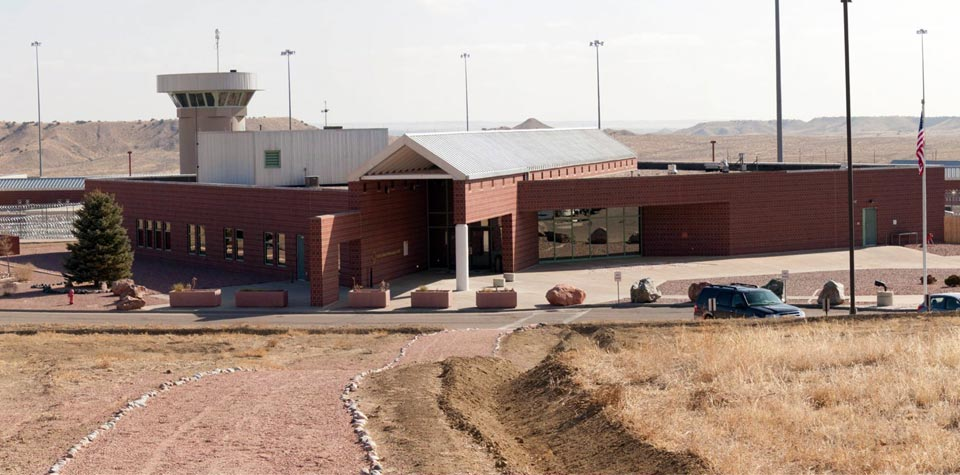
La Penitenciària ADX Florence

Ramzi Ahmed Yousef o Ramzi Mohammed Yousef (àrab: رمزي يوسف, Ramzī Yūsuf) (Kuwait, 20 de maig de 1967), conegut també per dotzenes d'àlies, és un terrorista islamista. Va néixer a Kuwait, d'ascendència pakistanesa, 

## Biografia
Va ser un dels planificadors de l'Atemptat del World Trade Center de 1993. També va organitzar els atemptats del Vol 434 de Philippine Airlines que va causar la mort d'un passatger. Va ser arrestat en un amagatall d'Al-Qaeda a Islamabad (Pakistan) el 1995 per agents especials del Servei de Seguretat Diplomàtica (DSS) dels Estats Units i va ser extradit als Estats Units.
Va ser processat a la ciutat de Nova York per la Cort del Districte del sud de Nova York i, juntament amb dos co-conspiradors, va ser acusat de planificar l'Operació Bojinka. Yousef va afirmar: «Sí, jo sóc un terrorista i estic orgullós d'això sempre que sigui contra el govern dels Estats Units.» Va ser sentenciat a cadena perpètua, sense possibilitat de sortir en llibertat condicional.
Yousef compleix la seva condemna a la presó federal de màxima seguretat ADX Florence, situada prop de la localitat de Florence, a l'estat de Colorado, i té el nombre de l'Agència Federal de Presons 03911-000. L'oncle de Yousef és Khalid Sheikh Mohammed, un alt comandament d'Al-Qaeda, també sota custòdia dels Estats Units.